# John Jacob Malone
John Jacob Malone, dit J.J. Malone, était un chanteur, guitariste, pianiste et harmoniciste de blues américain, né à Decatur, Alabama, le 20 août 1935, décédé à Hawaii, le 20 février 2004.

## Biographie
Né dans l'Alabama, J.J. Malone chante dans l'église locale, s'initie à l'harmonica et à la guitare avant d'apprendre le piano qui sera son instrument principal. Il enregistre en Californie, participe à divers ensembles et rencontre le producteur Ray Shanklin, propriétaire du label Galaxy. Il grave alors une belle série de 45-t entre soul et rhythm and blues et obtient quelques petits succès locaux avec It's a shame, One step away, Danger zone. Shanklin, séduit par sa plume de compositeur et ses talents d'arrangeur, lui confie des responsabilités dans sa firme Galaxy / Fantasy alors en pleine expansion. Malone se retrouve à un poste névralgique : il est ainsi amené à conseiller Little Johnny Taylor, Big Mama Thornton, Sonny Rhodes, et à écrire, selon les dires de ce dernier, quelques morceaux du Creedence Clearwater Revival (sans en être crédité). Il rencontre à cette occasion une kyrielle de musiciens, s'associe à une ancienne petite gloire du rockabilly, le chanteur-guitariste Troyce Key. Ensemble, ils achètent un club près d'Oakland, « l'Eli's Mile », qui devient un des lieux obligés du blues californien dans les années 1970.
J.J. Malone réussit à tourner en Europe. Il fait une apparition furtive mais efficace sur le disque de son ami Sonny Rhodes, I don't want my blues colored bright (Black Magic), partage la vedette avec Troyce Key sur les excellents microsillons anglais : I've gotta a new car (Red Lightnin') et Younger than yesterday (Red Lightnin'). Il enregistre ensuite quelques microsillons de très bon niveau comme The enemy called hate (Cherrie). Quelques-uns sont disponibles en CD depuis sa mort en 2004.
Dans les blues lents chantés par Malone, sa voix semble émerger d'un rideau de vapeurs de whiskey et de fumée. Pianiste sensible, favorisant les trilles à la façon de son compatriote de l'Alabama, Walter Roland, Malone est un formidable compositeur.

## Discographie
- Win some, lose some.
- Highway 99 (Import3 / Fedora)
- And The Band Played On (Blues Express)
- See Me Early in the Morning (Socadisc / Fedora)

## Pour approfondir